# Brand (Baviera)
Brand é um município da Alemanha, situado no distrito de Tirschenreuth, no estado da Baviera. Tem 9,48 km² de área, e sua população em 2019 foi estimada em 1.138 habitantes.